# Gewissenruh
Gewissenruh ist ein Ortsteil der Gemeinde Wesertal im nordhessischen Landkreis Kassel.

## Geographie

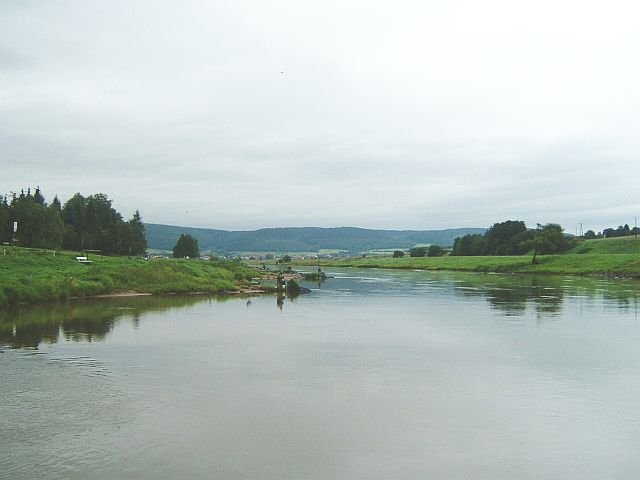
Blick von der Weserfähre bei Gewissenruh

Das Dorf Gewissenruh befindet sich fast im äußersten Norden von Nordhessen zwischen den Südausläufern des in Südniedersachsen gelegenen Sollings im Norden und der Nordabdachung des hessischen Reinhardswalds im Süden. Es liegt am linken bzw. westlichen Ufer der Weser, die hier die Grenze zu Niedersachsen bildet. Nordöstlich am gegenüber liegenden Ufer erstreckt sich das niedersächsische Bodenfelde, östlich von Gewissenruh liegt Lippoldsberg, hinter dem sich südöstlich der Höhenzug Kiffing erhebt, und nordwestlich befindet sich Wahmbeck (Gemeindeteil von Bodenfelde).
Gieselwerder, der Verwaltungssitz der Gemeinde Wesertal, liegt 3,5 km südlich, Bad Karlshafen 6 km nordwestlich, die Kleinstadt Uslar rund 8 km nordöstlich, Hann. Münden 25 km und Kassel 36 km südlich.
Gewissenruh liegt rund 40 m über dem örtlichen Weserpegel. Zu den Bergen nahe der Ortschaft gehören der Kuhläger Kopf (290,5 m) im Reinhardswald und jenseits bzw. nördlich der Weser der Kahlberg (224,7 m) im Solling.

## Geschichte

### Ortsgeschichte
Gewissenruh wurde im Jahr 1722 für waldensische Glaubensflüchtlinge aus Frankreich durch Landgraf Karl von Hessen-Kassel als „Kolonie“ gegründet, ebenso wie das nahe gelegene Dorf Gottstreu. Die religiös geprägten Namen beider Orte wählte der Landgraf persönlich aus. Die Kolonien wurden als Straßendörfer mit jeweils 12 Parzellen angelegt. Die Neusiedler lebten von Landwirtschaft und Waldarbeit. Bis 1825 wurde im Gottesdienst und im Schulunterricht Französisch gesprochen. Französische Inschriften auf Hausbalken und französische Familiennamen zeugen noch heute von der Vergangenheit der im Volksmund als Franzosendörfer bezeichneten Orte.
Hessische Gebietsreformen seit 1970
Im Zuge der Gebietsreform in Hessen fusionierten zum 1. Februar 1971 die bis dahin selbständigen Gemeinden Arenborn, Gewissenruh, Gieselwerder, Gottstreu und Oedelsheim freiwillig zur neuen Gemeinde Oberweser. Sitz der Gemeindeverwaltung wurde Gieselwerder. Am 1. August 1972 kam noch kraft Landesgesetz Heisebeck hinzu. Zum 1. Januar 2020 fusionierten die Gemeinden Oberweser und Wahlsburg zur neuen Gemeinde Wesertal. Der Ortsbezirk Gewissenruh blieb weiter bestehen.

### Verwaltungsgeschichte im Überblick
Die folgende Liste zeigt die Staaten und Verwaltungseinheiten, denen Gewissenruh angehört(e):
- ab 1722: Heiliges Römisches Reich, Landgrafschaft Hessen-Kassel, Amt Sababurg
- ab 1806: Landgrafschaft Hessen-Kassel, Amt Sababurg
- ab 1807–1813: Königreich Westphalen, Departement der Fulda, Distrikt Kassel, Kanton Karlshafen
- ab 1815: Kurfürstentum Hessen, Amt Sababurg[7]
- ab 1821/22: Kurfürstentum Hessen, Provinz Niederhessen, Kreis Hofgeismar[8][Anm. 2]
- ab 1848: Kurfürstentum Hessen, Bezirk Kassel
- ab 1851: Kurfürstentum Hessen, Provinz Niederhessen, Kreis Hofgeismar
- ab 1867: Königreich Preußen, Provinz Hessen-Nassau, Regierungsbezirk Kassel, Kreis Hofgeismar
- ab 1871: Deutsches Reich, Königreich Preußen, Provinz Hessen-Nassau, Regierungsbezirk Kassel, Kreis Hofgeismar
- ab 1918: Deutsches Reich, Freistaat Preußen, Provinz Hessen-Nassau, Regierungsbezirk Kassel, Kreis Hofgeismar
- ab 1944: Deutsches Reich, Freistaat Preußen, Provinz Kurhessen, Landkreis Hofgeismar
- ab 1945: Amerikanische Besatzungszone, Groß-Hessen, Regierungsbezirk Kassel, Landkreis Hofgeismar
- ab 1946: Amerikanische Besatzungszone, Hessen, Regierungsbezirk Kassel, Landkreis Hofgeismar
- ab 1949: Bundesrepublik Deutschland, Hessen, Regierungsbezirk Kassel, Landkreis Hofgeismar
- ab 1971: Bundesrepublik Deutschland, Land Hessen, Regierungsbezirk Kassel, Landkreis Hofgeismar, Gemeinde Oberweser[Anm. 3]
- ab 1972: Bundesrepublik Deutschland, Land Hessen, Regierungsbezirk Kassel, Landkreis Kassel, Gemeinde Oberweser
- ab 2020: Bundesrepublik Deutschland, Land Hessen, Regierungsbezirk Kassel, Landkreis Kassel, Gemeinde Wesertal[Anm. 4]

## Bevölkerung

### Einwohnerstruktur 2011
Nach den Erhebungen des Zensus 2011 lebten am Stichtag dem 9. Mai 2011 in Gewissenruh 117 Einwohner. Darunter waren keine Ausländer. Nach dem Lebensalter waren 30 Einwohner unter 18 Jahren, 42 zwischen 18 und 49, 21 zwischen 50 und 64 und 24 Einwohner waren älter. Die Einwohner lebten in 54 Haushalten. Davon waren 21 Singlehaushalte, 12 Paare ohne Kinder und 12 Paare mit Kindern, sowie 6 Alleinerziehende und keine Wohngemeinschaften. In 12 Haushalten lebten ausschließlich Senioren und in 36 Haushaltungen lebten keine Senioren.

### Einwohnerentwicklung
- 1722: Kolonie mit 12 Familien[5]
- 1747: 11 Haushaltungen[5]

| Gewissenruh: Einwohnerzahlen von 1834 bis 2020 | Gewissenruh: Einwohnerzahlen von 1834 bis 2020 | Gewissenruh: Einwohnerzahlen von 1834 bis 2020 | Gewissenruh: Einwohnerzahlen von 1834 bis 2020 | Gewissenruh: Einwohnerzahlen von 1834 bis 2020 |
| --- | ---------------------------------------------- | ---------------------------------------------- | ---------------------------------------------- | ---------------------------------------------- |
| Jahr |                                                |                                                |                                                | Einwohner                                      |
| 1834 | 1834                                           |                                                | 125                                            | 125                                            |
| 1840 | 1840                                           |                                                | 135                                            | 135                                            |
| 1846 | 1846                                           |                                                | 131                                            | 131                                            |
| 1852 | 1852                                           |                                                | 120                                            | 120                                            |
| 1858 | 1858                                           |                                                | 132                                            | 132                                            |
| 1864 | 1864                                           |                                                | 124                                            | 124                                            |
| 1871 | 1871                                           |                                                | 118                                            | 118                                            |
| 1875 | 1875                                           |                                                | 124                                            | 124                                            |
| 1885 | 1885                                           |                                                | 122                                            | 122                                            |
| 1895 | 1895                                           |                                                | 134                                            | 134                                            |
| 1905 | 1905                                           |                                                | 124                                            | 124                                            |
| 1910 | 1910                                           |                                                | 110                                            | 110                                            |
| 1925 | 1925                                           |                                                | 126                                            | 126                                            |
| 1939 | 1939                                           |                                                | 113                                            | 113                                            |
| 1946 | 1946                                           |                                                | 187                                            | 187                                            |
| 1950 | 1950                                           |                                                | 158                                            | 158                                            |
| 1956 | 1956                                           |                                                | 145                                            | 145                                            |
| 1961 | 1961                                           |                                                | 147                                            | 147                                            |
| 1967 | 1967                                           |                                                | 130                                            | 130                                            |
| 1970 | 1970                                           |                                                | 119                                            | 119                                            |
| 1980 | 1980                                           |                                                | ?                                              | ?                                              |
| 1990 | 1990                                           |                                                | ?                                              | ?                                              |
| 2000 | 2000                                           |                                                | ?                                              | ?                                              |
| 2011 | 2011                                           |                                                | 117                                            | 117                                            |
| 2020 | 2020                                           |                                                | 112                                            | 112                                            |
| Datenquelle: Historisches Gemeindeverzeichnis für Hessen: Die Bevölkerung der Gemeinden 1834 bis 1967. Wiesbaden: Hessisches Statistisches Landesamt, 1968. Weitere Quellen: LAGIS; Zensus 2011; Gemeinde Wesertal |                                                |                                                |                                                |                                                |

### Historische Religionszugehörigkeit
| • 1885: | 116 evangelische (= 99,15 %), kein katholischer, ein anderer christlicher (= 0,85 %) Einwohner |
| • 1961: | 115 evangelische (= 78,23 %), 25 katholische (= 14,01 %) Einwohner                             |

## Politik
Für Gewissenruh besteht ein Ortsbezirk mit Ortsbeirat und Ortsvorsteher nach der Hessischen Gemeindeordnung. Der Ortsbeirat besteht aus fünf Mitgliedern. Bei den Kommunalwahlen in Hessen 2021 gehörten alle Kandidaten der „Gemeinschaftsliste Gewissenruh“ an. Der Ortsbeirat wählte Olaf Pallutt zum Ortsvorsteher.

## Kultur und Sehenswürdigkeiten
Für die unter Denkmalschutz stehenden Kulturdenkmäler des Ortes siehe die Liste der Kulturdenkmäler in Gewissenruh.

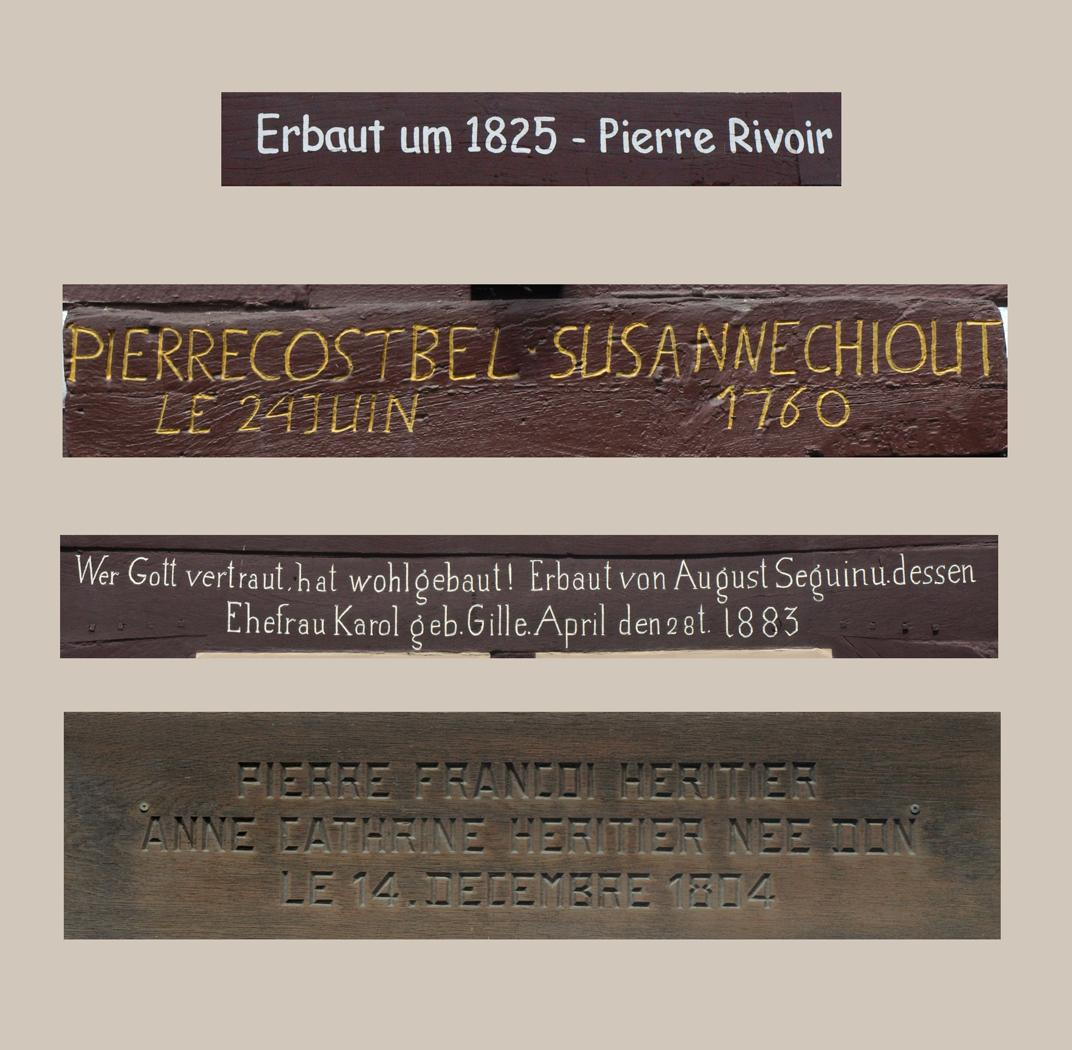
Inschriften in Gottstreu und Gewissenruh erinnern an die französische Abstammung.
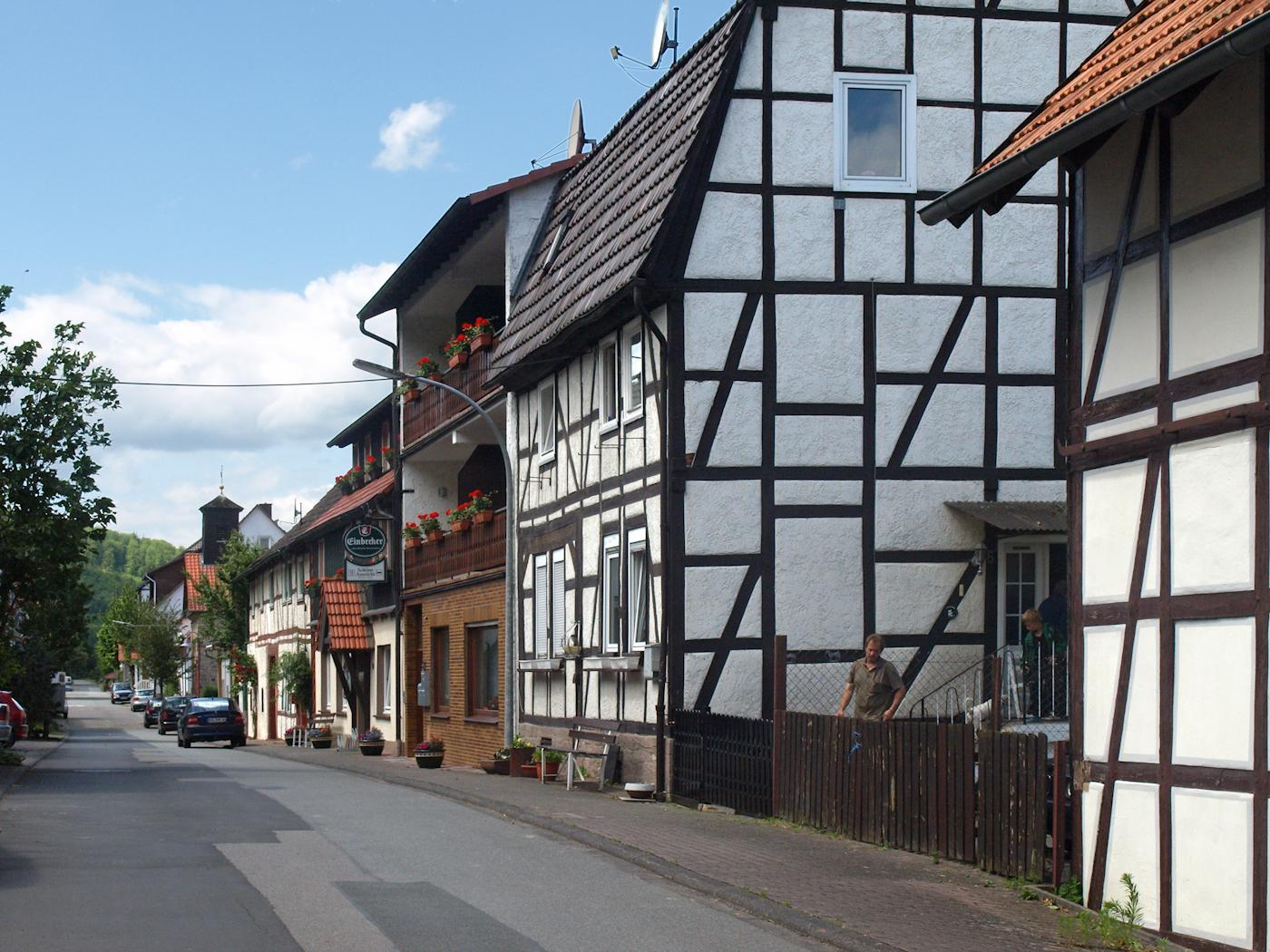
Dorfstraße in Gewissenruh

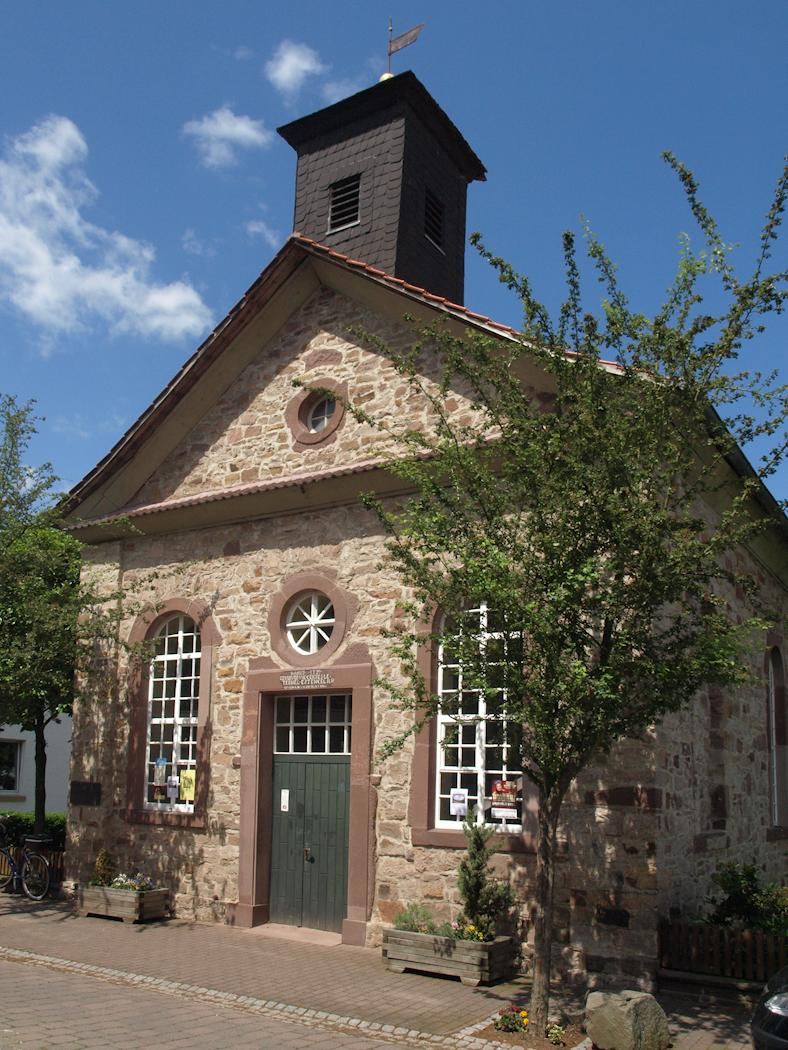
Waldenserkirche in Gewissenruh
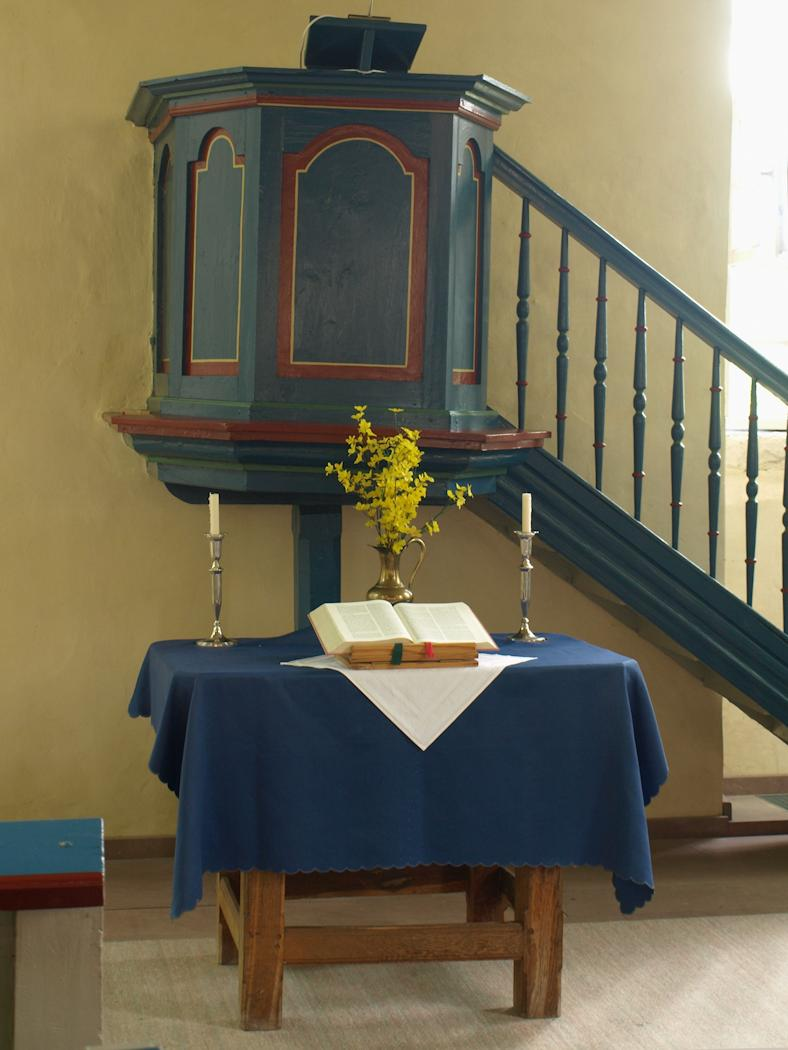
Waldenserkirche Die Kanzel ist über dem Altar angeordnet.
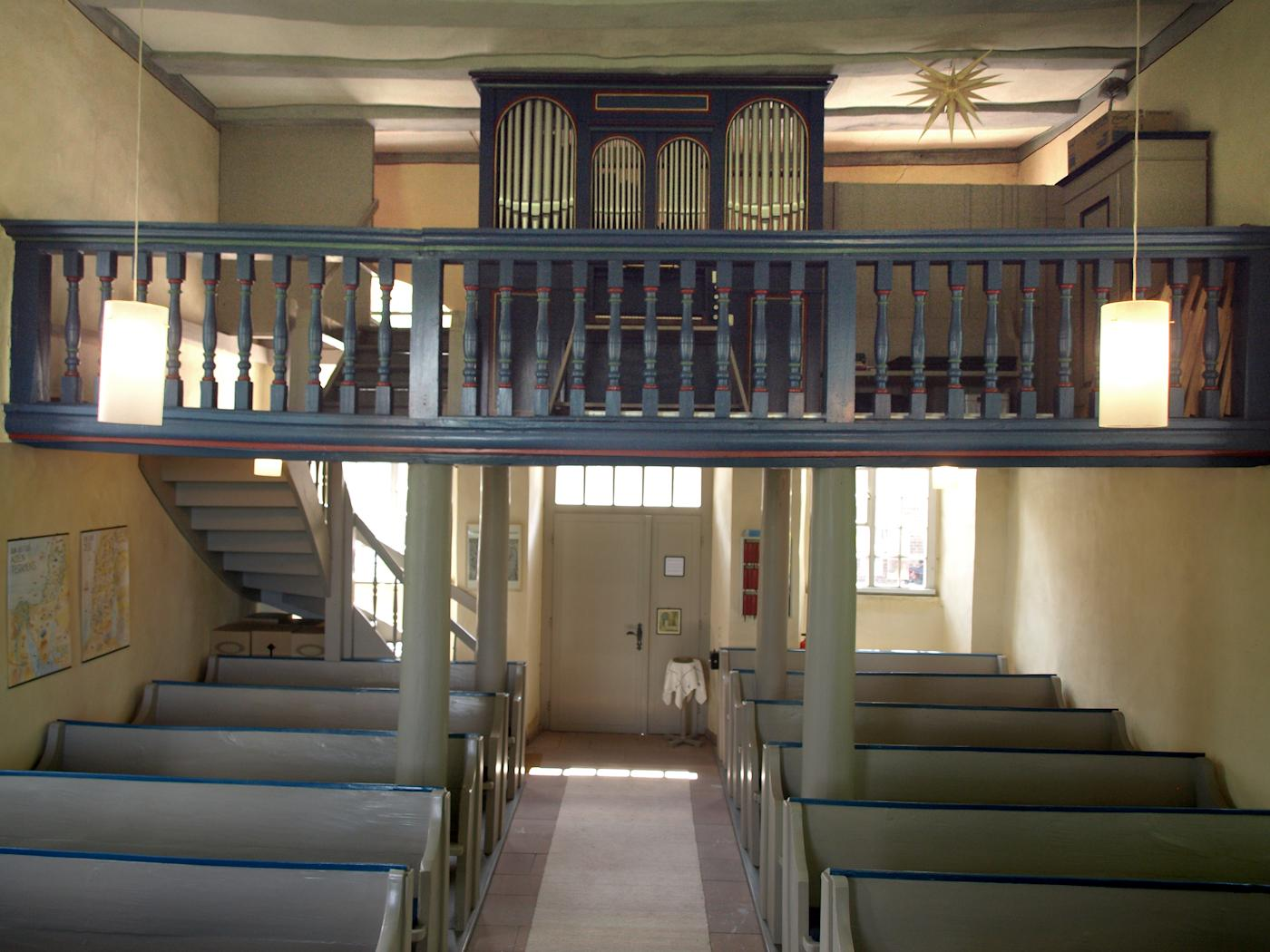
Waldenserkirche Blick zur Orgelempore

## Wirtschaft und Infrastruktur
Die Land- und Forstwirtschaft spielt in Gewissenruh, ebenso wie in den anderen Orten der Region, kaum noch eine Rolle, Industriebetriebe sind nicht vorhanden.

### Tourismus
Es gibt eine touristische Infrastruktur. Der Ort ist ein staatlich anerkannter Erholungsort. Gewissenruh liegt am Weserradweg.
Reinhardswald und Wesertal bieten gute Wander- und Reitmöglichkeiten, zum Beispiel durch die Franzosenwiesen. Unterkunftsmöglichkeiten gibt es in einer Wanderreitstation und Pensionen im Ort. In der Nachbarschaft gibt es Frei- und Hallenbäder, Campingplätze und Orte mit alten Fachwerkhäusern, wie z. B. Uslar oder Höxter. Sehenswert sind der Mühlenplatz in Gieselwerder und die Burgen bzw. Burgruinen Sababurg (mit Wildpark), Trendel-, Bram- und Krukenburg.

### Verkehr
Am Ortsrand verläuft die Bundesstraße 80. Bei Gieselwerder befindet sich eine Weserbrücke; in unmittelbarer Nähe gibt es zwei Gierseilfähren über die Weser zu den Orten Wahmbeck und Lippoldsberg. Bei Hann. Münden und Göttingen befinden sich die nächsten Autobahnausfahrten an der A 7 bzw. bei Warburg jene der A 44.
Regionalbahnhöfe befinden sich in Hann. Münden, Hofgeismar und Bodenfelde; ICE/IC-Züge halten in Kassel, Göttingen und Warburg.
Überregional bedeutende Flughäfen befinden sich bei Hannover und Paderborn.

## Ehrenbürger
- 1895 Otto von Bismarck (1815–1898), Reichskanzler